# Santa Cruz Xoxocotlán (kommun)
Santa Cruz Xoxocotlán är en kommun i Mexiko.   Den ligger i delstaten Oaxaca, i den sydöstra delen av landet, 400 km sydost om huvudstaden Mexico City.
Följande samhällen finns i Santa Cruz Xoxocotlán:
- Santa Cruz Xoxocotlán
- San Isidro Monjas
- San Francisco Javier
- El Paraíso
- José Guadalupe Martínez García
- Las Razas
- Los Ángeles
- San Miguel Arcángel
- Juquilita
- Clara Córdoba Morán
- El Nuevo Manantial
- La Florida
- Colonia los Mangales
- Wenceslao Victoria Soto
- Colonia Carrasco Altamirano
- Colonia Colinas de San José
- Colonia Tenochtitlán
- Colonia Juquilita
- Ampliación Francisco Villa
- Colonia Jerusalén